# Slovenská sociálnodemokratická strana Uhorska
Slovenská sociálnodemokratická strana Uhorska či v Uhorsku (česky Slovenská sociálně demokratická strana Uherska či v Uhersku) byla krátce existující slovenská sociálně demokratická politická strana působící v Uhersku.
Strana byla založena ve dnech 11.-12. června 1905 v Bratislavě delegáty z různých částí Slovenska jako reakce slovenského dělnictva na národnostní politiku tehdejší Sociálně demokratické strany Uherska.
Při jejím vzniku hrála významnou roli i česká sociální demokracie, uherské vedení však reagovalo negativně a slovenskou stranu neuznalo a zakázalo jí jakoukoli činnost v odborových organizacích, kterým tak nebylo povoleno tuto stranu finančně podporovat. Strana se musela začlenit do Sociálně demokratické strany Uherska, podařilo se ji však zůstat relativně samostatnou složkou. Straně se později podařilo vypracovat programový požadavek národní emancipace Slováků. Strana zanikla v roce 1918.
K odkazu strany se hlásila Sociálnodemokratická strana Slovenska, strana působící na Slovensku v letech 1990-2004, kdy se sloučila se stranou SMER.